# 메카 고질라
메카 고질라(일본어: メカゴジラ, 영어: Mechagodzilla)는 고질라를 모방하여 기계로 표현한 것이다. 보통 고질라의 상대 괴수로 나오며 고질라의 기술까지 똑같이 쓸 수 있다.

## 상세
메카 고질라는 인간이 만든 것이고 1972년 고질라vs.메카 고질라부터 등장해 마지막 영화 고질라 VS. 콩까지  나온 괴수이다. 일반적으로 고질라보다 키가 크며 고질라 VS. 콩에서는 매우 강하게 등장하며 고질라와 콩이 동시에 덤벼도 둘을 가볍게 제압해 패배 직전까지 몰아 간다. 또 피해를 받는 시점이 내부 콘솔에 술이 들어가 오류가 생기면서 겨우 도끼공격이 먹히기 시작할 정도이다. 도끼공격이 통할때부터 순식간에 꼬리 드릴과 양 팔, 한쪽 다리, 가슴과 어깨, 마지막으로 머리가 뽑히며 작동이 중단된다.

## 출연

### 영화
- 고질라 16 - 메가고질라 대 고질라
- 고질라 21 - 고질라 대 메가고질라
- 고질라 - 고질라 X 메카고질라
- 고질라 - 고질라X모스라X메카고질라 도쿄 SOS
- 고질라: 괴수행성
- 레디 플레이어 원 (영화)
- 고질라: 결전기동증식도시
- 고질라 VS. 콩

### 텔레비전
- 고질라 아일랜드
- 고지라 S.P: 싱귤러 포인트

### 문학
- 레디 플레이어 원